# 贝尔讷伊
贝尔讷伊（法語：Berneuil，法語發音：[bɛʁnœj]）是法国滨海夏朗德省的一个市镇，位于该省中南部，属于桑特区。

## 地理
贝尔讷伊（45°38'35"N, 0°36'1"W）面积25.45 平方千米，位于法国新阿基坦大区滨海夏朗德省，该省份为法国西部滨海省份，北起旺代省，西临大西洋，南至吉倫特省，东南接多爾多涅省，东北接德塞夫勒省接壤，东临夏朗德省。
与贝尔讷伊接壤的市镇（或旧市镇、城区）包括：库尔库里、莱贡、拉雅尔、蒙蒂勒、普雷吉亚克、圣莱热、泰松、维拉尔昂蓬。

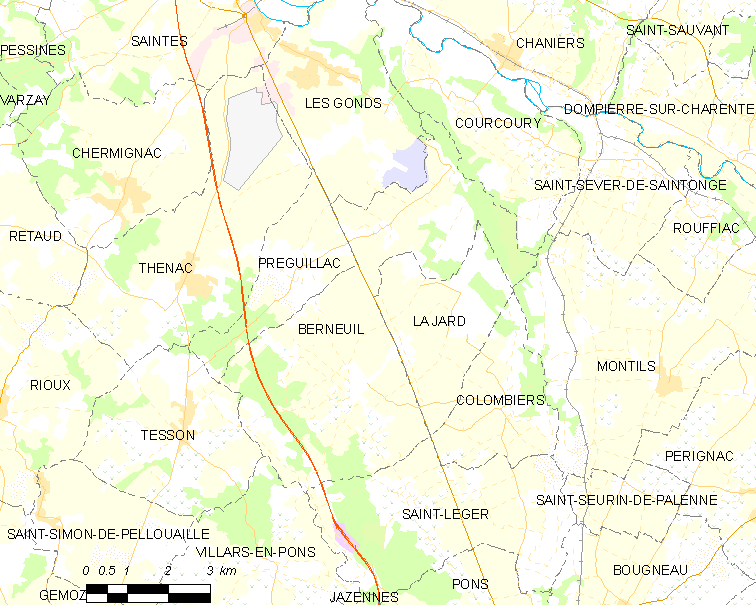
贝尔讷伊的OSM定位图

贝尔讷伊的时区为UTC+01:00、UTC+02:00（夏令时）。

## 行政
贝尔讷伊的邮政编码为17460，INSEE市镇编码为17044。

## 政治
贝尔讷伊所属的省级选区为泰纳克县。

## 人口

1962-2008年间贝尔讷伊人口变化图示

贝尔讷伊于2022年1月1日时的人口数量为1163人。